# Сандалфут-Ков

## География
По данным Бюро переписи населения США статистически обособленная местность Сандалфут-Ков имеет общую площадь в 7,77 квадратного километра, водных ресурсов в черте населённого пункта не имеется.
Статистически обособленная местность Сандалфут-Ков расположена на высоте 4 м над уровнем моря.

## Демография
По данным переписи населения 2000 года в Сандалфут-Ков проживало 16 582 человека, 4592 семьи, насчитывалось 6895 домашних хозяйств и 7743 жилых дома. Средняя плотность населения составляла около 2134,11 человека на один квадратный километр. Расовый состав населённого пункта распределился следующим образом: 87,21 % белых, 3,96 % — чёрных или афроамериканцев, 0,15 % — коренных американцев, 2,97 % — азиатов, 0,05 % — выходцев с тихоокеанских островов, 2,37 % — представителей смешанных рас, 3,29 % — других народностей. Испаноговорящие составили 14,46 % от всех жителей статистически обособленной местности.
Из 6895 домашних хозяйств в 30,1 % воспитывали детей в возрасте до 18 лет, 51,8 % представляли собой совместно проживающие супружеские пары, в 11,4 % семей женщины проживали без мужей, 33,4 % не имели семей. 25,8 % от общего числа семей на момент переписи жили самостоятельно, при этом 12,2 % составили одинокие пожилые люди в возрасте 65 лет и старше. Средний размер домашнего хозяйства составил 2,40 человека, а средний размер семьи — 2,91 человека.
Население статистически обособленной местности по возрастному диапазону по данным переписи 2000 года распределилось следующим образом: 22,3 % — жители младше 18 лет, 6,3 % — между 18 и 24 годами, 30,9 % — от 25 до 44 лет, 21,1 % — от 45 до 64 лет и 19,4 % — в возрасте 65 лет и старше. Средний возраст жителей составил 39 лет. На каждые 100 женщин в Сандалфут-Ков приходилось 90,6 мужчины, при этом на каждые сто женщин 18 лет и старше приходилось 85,8 мужчины также старше 18 лет.
Средний доход на одно домашнее хозяйство статистически обособленной местности составил 44 243 доллара США, а средний доход на одну семью — 49 871 доллар. При этом мужчины имели средний доход в 39 774 доллара США в год против 29 920 долларов среднегодового дохода у женщин. Доход на душу населения статистически обособленной местности составил 44 243 доллара в год. 3,3 % от всего числа семей в населённом пункте и 5,0 % от всей численности населения находилось на момент переписи населения за чертой бедности, при этом 5,4 % из них были моложе 18 лет и 3,3 % — в возрасте 65 лет и старше.